# SUPER LINE'J'
ASAHI SUPER DRY SUPER LINE’J’（アサヒスーパードライ・スーパー・ライン’ジェイ’）は、1997年4月から2008年6月28日までJ-WAVE初のJ-POP専門番組として放送されていたラジオ番組。
開局以来洋楽を中心にオンエアしていたJ-WAVEにとって、邦楽専門の当番組は当時としては非常に斬新な番組であった。当番組の開始以降、TOKIO HOT 100（同業他社のサッポロビールがスポンサーである。）でも、邦楽の上位へのランクインが目立つようになった。提供はアサヒスーパードライであった。
なお、番組初期は「J-WAVE SHIBUYA HMV STUDIO」から公開生放送されていた。

## 放送時間
- 土曜 15:00 - 16:30

## 歴代ナビゲーター
- 片寄明人、シルビア知子羽根 （1997年4月 - 1998年3月）
- 鮎貝健 （1998年4月 - 2000年3月）
- DRAGON、田邊香菜子 （2000年4月 - 2003年9月）
- DRAGON、板谷由夏 （2003年10月 - 2005年3月）
- DRAGON、木村綾子 （2005年4月 - 2005年12月）
- DRAGON、さくら （2006年1月 - 2008年6月）

## 番組終了時のコーナー
- Super Booking

人気アーティストや激レアな音源を放送
- SUPER DRY B-JAM NAVI
- Next Breakers

ゲストコーナー